# Río Pardo (São Paulo)
Existen tres ríos con el nombre de Pardo en el estado de São Paulo.

## El río Pardo de la región de São José do Río Pardo
El rio Pardo nace en el municipio de Ipuiúna región centro-sur de Minas Gerais, pasando entre la Sierra del Cervo y por el municipio de Poços de Caldas. De ahí, entra al estado de São Paulo en el municipio de Caconde, corta el municipio de São José do Río Pardo, y avanza curso noroeste, atravesando la rica región cafetera y azucarera conocida como Califórnia Paulista. Allí, pasa por importantes municipios, entre ellos Mococa, Ribeirão Preto, Sertãozinho y Barretos, hasta desembocar en el Rio Grande, en el límite entre São Paulo y Minas Gerais.
Su curso total es de 573 km. El río Pardo tiene un gran aprovechamiento hidroeléctrico, formando las represas Euclides da Cunha, Limoeiro y Caconde.

### Afluentes
- Margen sur:
  - Río Velho
  - Río Moji-Guaçu
  - Río Tambaú
  - Río del Pescado
  - Arroyo Turvo
  - Arroyo de las Palmeras
  - Arroyo del Banharão
  - Arroyo Preto
  - Río de las Piedras
  - Río Verde, en el municipio de Itobi

- Margen norte:
  - Río Cubatão
  - Río Araraquara
  - Arroyo del Agudo, en el municipio de Morro Agudo
  - Arroyo del Indaiá, en el municipio de Morro Agudo
  - Arroyo del Rosário, en el municipio de Morro Agudo

## El río Pardo de la región de Botucatu

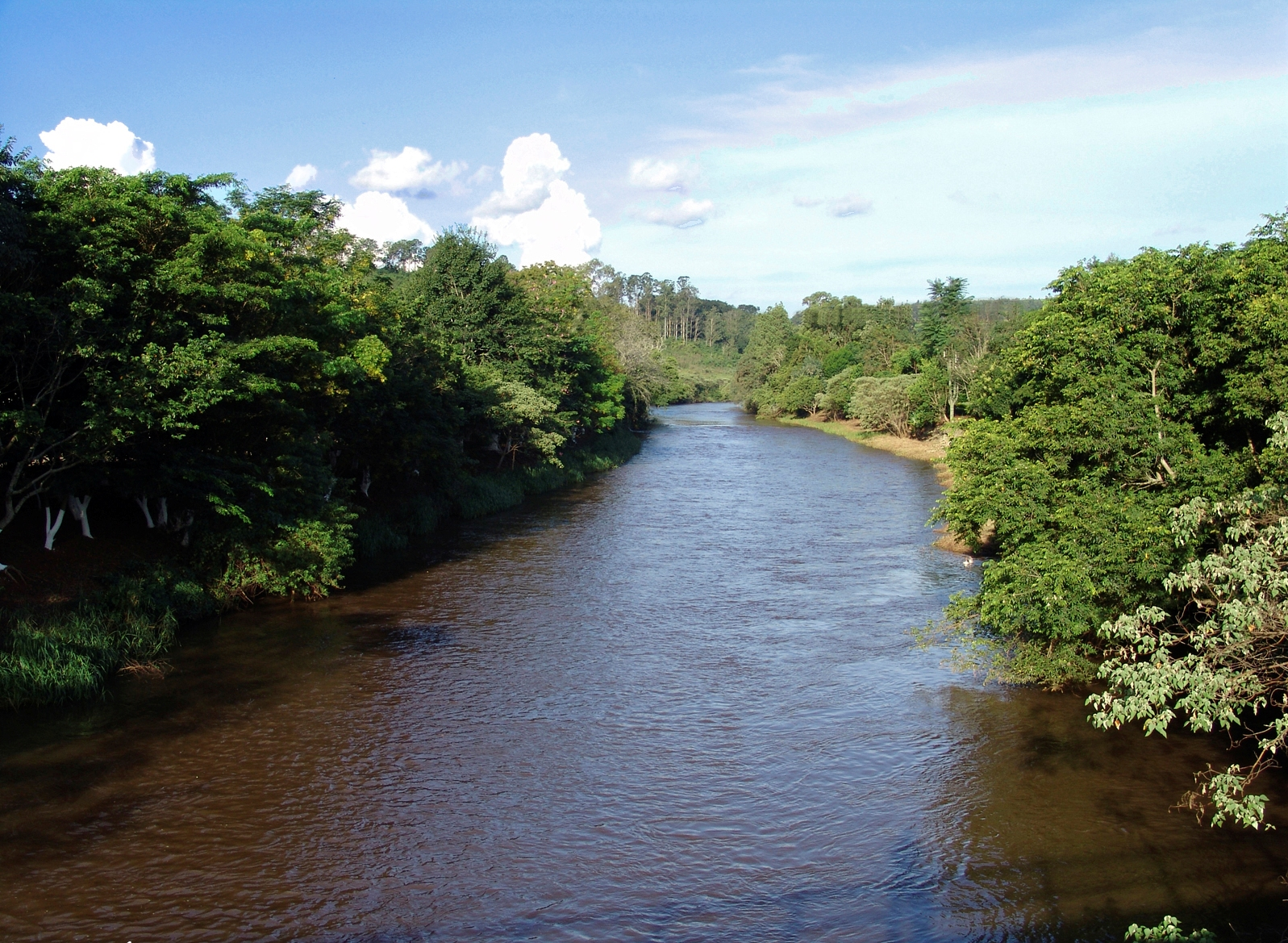
Río Pardo cruzando el centro de la ciudad de Aguas de Santa Bárbara

El rio Pardo tiene su naciente en el municipio de Pardinho (muy próximo al centro) a 1003 metros de altitud, su localización geográfica es latitud 23º04'51" Sur y longitud 48º22'19" Oeste, junto al "frente" de la Cuesta conocida como la (Sierra del Limoeiro). Vea la naciente del río Pardo en WikiMapa.
La cuenca hidrográfica del río Pardo ocupa un área de aproximadamente 72 100 ha de las tierras de Botucatu y recorre una extensión de 67 km dentro del municipio.
El río Pardo posee dos importantes embalces artificiales, la Represa de la Cascada Véu de Noiva y del Mandacaru, donde está localizado el abastecimiento de la ciudad de Botucatu. 
El río Pardo y afluentes son intensamente utilizados para irrigaciones, pues los mejores suelos agrícolas del municipio están en su cuenca hidrográfica. 
El agua del río Pardo es captada por la Sabesp, y después de su debido tratamiento, es distribuida a los consumidores botucatuenses. La precipitación pluviométrica es de 1250 mm al año, aproximadamente.
El afluente del río Paranapanema, próximo a las ciudades de Ourinhos y Salto Gran, en un largo recorrido sigue paralelo a la carretera Castillo Blanco en dirección al oeste del Estado de São Paulo.

### Galería de fotos

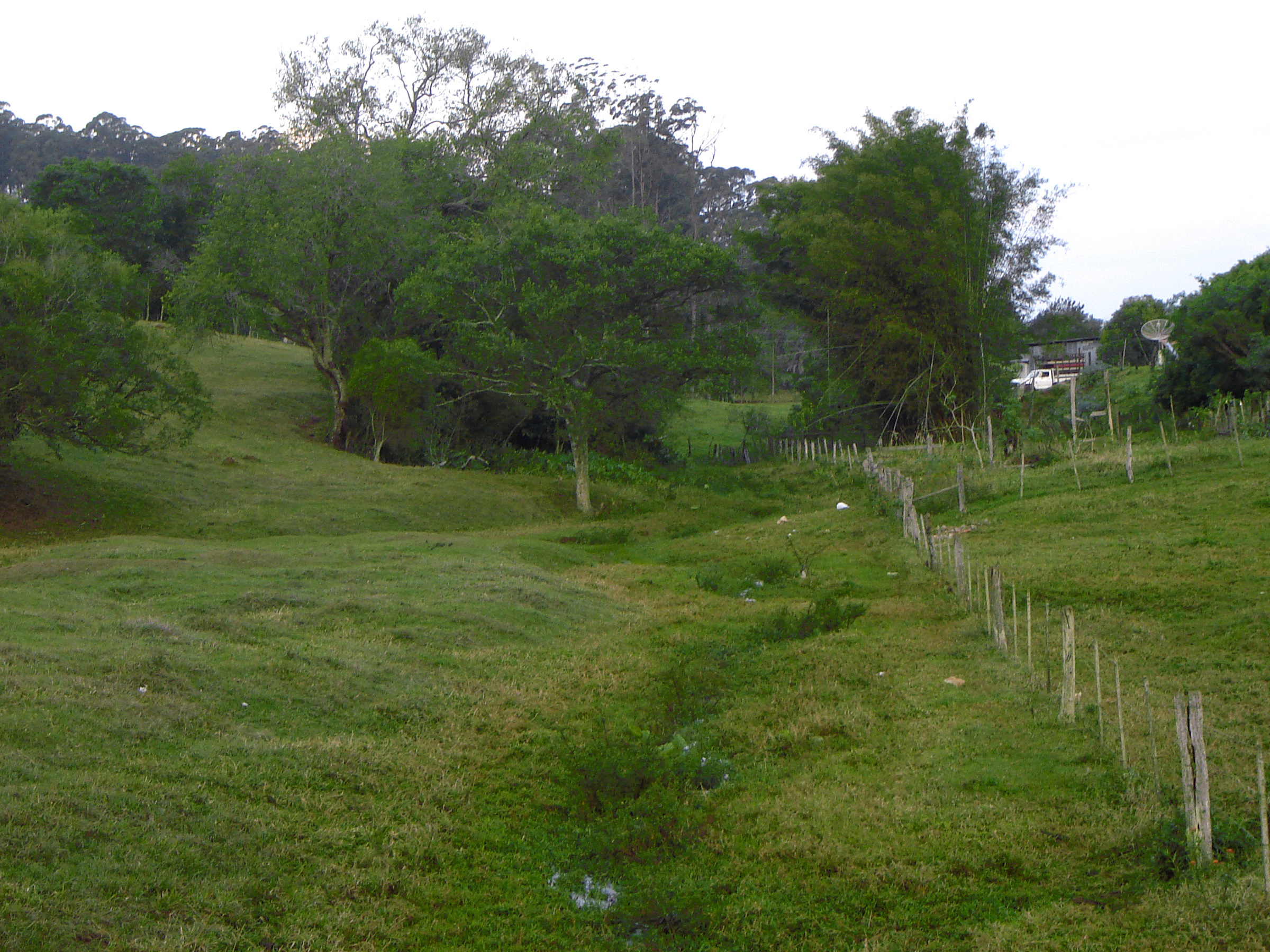
Naciente en Pardinho
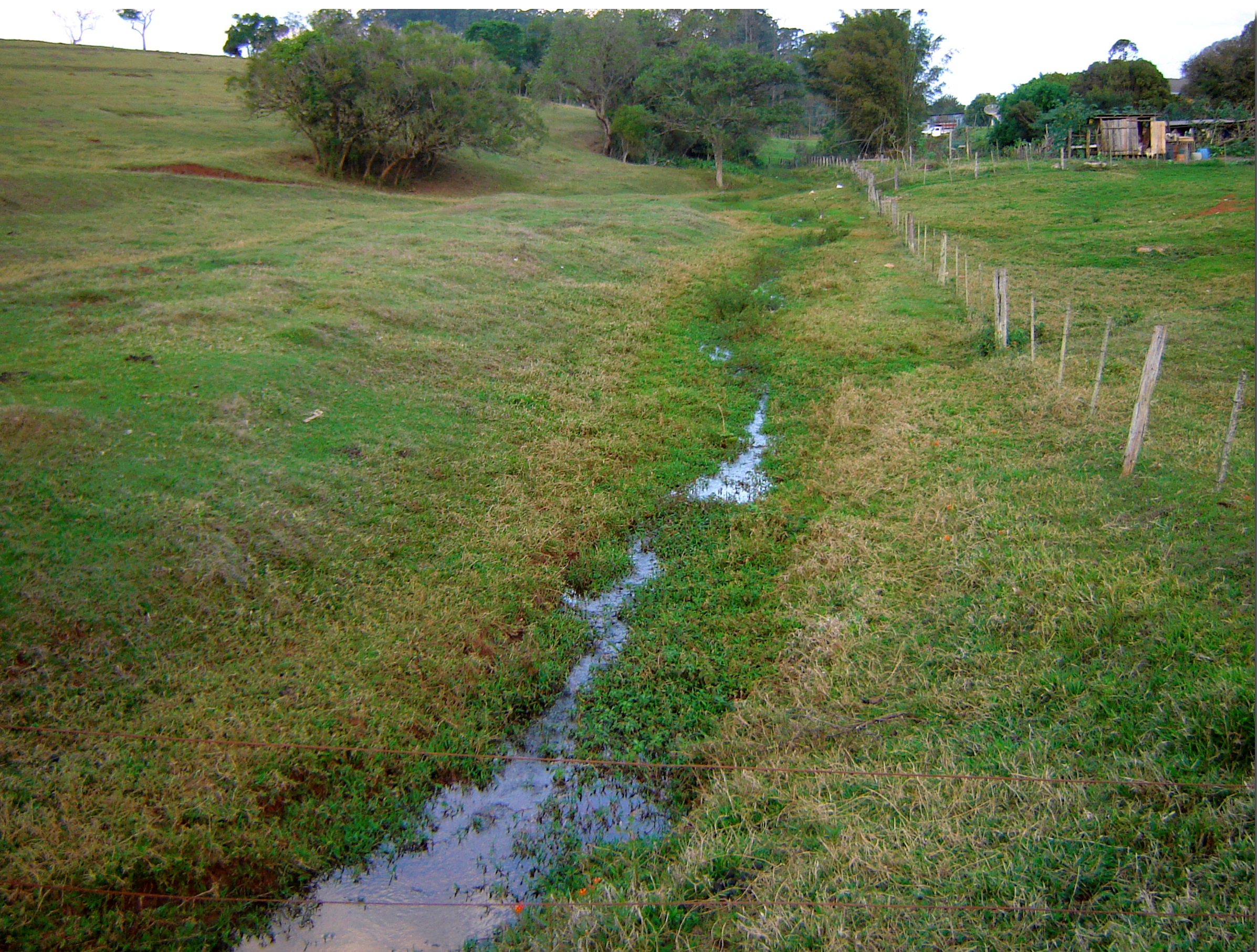
Otra foto de la naciente

## El río Pardo de la límite con el estado del Paraná
El rio Pardo es un río brasilero del estado de São Paulo, nace bien próximo la carretera BR-116. Su localización geográfica es latitud 25º03'03 sur y longitud 48º32'33" oeste y en casi todo su recorrido marca la división de los dos estados: São Paulo y Paraná y atraviesa la ciudad de Barra do Turvo, y sigue haciendo de límite. En Iporanga se junta al río Ribeira, en la localización geográfica latitud 24º38'28 sur y longitud 48º40'26" oeste. (Vea naciente de este río Pardo en  WikiMapa)